# صفط العرفا
قرية صفط العرفا هي إحدى القرى التابعة لمركز الفشن في محافظة بني سويف في جمهورية مصر العربية. حسب إحصاءات سنة 2006، بلغ إجمالي السكان في صفط العرفا 8891 نسمة، منهم 4679 رجل و4212 امرأة. ومن أعلامها أحمد الصفطي الشيخ الثامن عشر للأزهر الشريف الذي تولى المشيخة بين أعوام 1254-1263هـ/1838-1847م.